# نظارة مصطفى رياض باشا الثانية
نظارة مصطفى رياض باشا الثانية هي النظارة الثانية عشر في مصر، صدر الأمر العالي بتكليف رئيسها في 9 يونيو 1888 تلاه الأمر العالي بتشكيلها في 11 يونيو 1888.

## أعضاء الحكومة
| النظارة               | الناظر                                                               |
| --------------------- | -------------------------------------------------------------------- |
| رئيس مجلس النظار      | مصطفى رياض باشا                                                      |
| ناظر الداخلية         | مصطفى رياض باشا (إلى جانب منصبه رئيسًا لمجلس النظار)                  |
| ناظر المالية          | مصطفى رياض باشا (إلى جانب منصبيه رئيسًا لمجلس النظار وناظرًا للداخلية) |
| ناظر الخارجية         | ذو الفقار باشا                                                       |
| ناظر الحربية والبحرية | مصطفى فهمي باشا                                                      |
| ناظر الحقانية         | حسين فخري باشا                                                       |
| ناظر الأشغال العمومية | محمد زكي باشا                                                        |
| ناظر المعارف العمومية | علي باشا مبارك                                                       |

## وصلات داخلية
- قائمة رؤساء مجلس وزراء مصر